# Abbaye de Bival
L’abbaye de Bival est une ancienne abbaye cistercienne, située à Nesle-Hodeng en Seine-Maritime.

## Histoire

### Fondation
L'abbaye de Bival est fondée entre 1128 et 1167, très probablement avant 1154 ; elle fait suite à la donation effectuée par Hugues IV de Gournay qui offre aux cisterciennes douze acres de terrain pour qu'une abbaye y soit construite. Le nouveau monastère, qui répond au vocable de Marie de Magdala, est placé sous l'autorité de Beaubec, toute proche. De surcroît, avant 1147, Beaubec, de la filiation de Savigny, est encore savignienne, ; si aucune source ne mentionne l'appartenance de Bival à cette dernière congrégation, en revanche, il est établi que sa première abbaye-fille, Bondeville, est brièvement savignienne avant son rattachement à la filiation de Clairvaux, ce qui implique pour la maison-mère une dépendance à l'ordre de Savigny, et donc une fondation assez nettement antérieure à 1147.

### Moyen Âge
L'abbaye de Bival est relativement prospère, fondant quatre établissements de moniales (abbayes et prieurés), tous situés dans la Seine-Maritime : Bondeville, Saint-Saëns, Yvetot et Neuchâtel-en-Bray.
Cette prospérité est cependant toute relative, car fruit du conflit latent constant entre Beaubec et Bival, l'abbé de la première cherchant à asseoir un contrôle bien trop fort au gré des religieuses, ainsi qu'à les spolier de leurs terres. Les fondations sont le fait des sœurs les plus hostiles à cette ingérence, qui choisissent de s'exiler pour être plus libres. Les abus entraînent l'intervention de l'impératrice Mathilde puis de son fils Henri II ; toutefois, dès 1167, à la mort de la souveraine, ils reprennent ; l'abbaye, soutenue par Hugues IV de Gournay, se place alors sous la protection directe de l'archevêque de Rouen Rotrou.
Eudes, archevêque de Rouen au milieu du XIIIe siècle, fait plusieurs visites à l'abbaye, justifiées par des conflits internes nécessitant son intervention. En 1248, il contraint l'abbesse Aliénor, compromise dans des affaires de mœurs, à remettre sa charge à Marguerite d’Aulnay. Le 27 février 1255, il vient réconcilier deux moniales refusant de se parler. Entre 1248 et 1269, les fréquentes visites épistolaires, dues aux conflits internes et externes affectant la communauté, permettent de connaître exactement le nombre de moniales, qui varie entre 29 et 33, ce qui en fait un établissement d'une certaine importance. La limitation de la taille de la communauté est d'ailleurs une contrainte imposée en 1254 par l'évêque, à cause de la pauvreté et des problèmes financiers récurrents de l'abbaye.

### AuxXVIIeetXVIIIesiècles
En 1604, l'abbesse, Louise Martin, reprend en main le couvent tombé en décrépitude, et décide son redressement spirituel et matériel. Ce dernier est mieux connu grâce aux actes rédigés, qui font acte du redécoupage des fermes dépendant du monastère, ainsi que de plusieurs déclarations du temporel (notamment en 1638 et 1674). Néanmoins, l'élan de renouveau ne se prolonge pas au siècle suivant ; en 1726, la communauté ne compte que seize religieuses et cinq sœurs converses, et ses dépenses annuelles excèdent ses recettes de deux mille livres.
En 1790, l'abbaye est fermée et les religieuses chassées ; les bâtiments, vendus comme bien national, sont transformés en ferme par leur nouveau propriétaire, Jean-Baptiste Malot. L'église est détruite au cours du XIXe siècle ; en 1846, certains éléments du cloître, en bois, étaient encore visibles.

### AuXXesiècle
Durant la seconde Guerre mondiale, l'ancienne abbaye devenue ferme est le siège d'un groupe de résistants dirigés par Roger Cressent.

## Liste des abbesses
- Aliénor : jusqu'en 1248 (démission) ;
- Marguerite d’Aulnay : à partir de 1248 ;
- Marguerite de Critot : attestée en 1263 ;
- Élisabeth de Pommereux : attestée en 1280 ;
- Euphémie  : attestée en 1305 ;
- Alix de la Heuze : attestée en 1370 ;
- Catherine de Boissay : attestée en 1405 ;
- Jeanne : attestée en 1452 ;
- Jeanne de Canville : attestée en 1466 ;
- Jeanne des Vaux,
- Marguerite Goret
- Madeleine de Brouilly : jusqu'en 1564 ;
- Claude Doulé et Jeanne de Ricarville : à partir de 1564 ;
- Aimée de Canonville : jusqu'en 1581 ;
- Madeleine de Villepoix : à partir de 1581 ;
- Madeleine Duval : jusqu'en 1594 ;
- Marie Lecocq : 1594-1604 ;
- Louise Martin : 1604-1652 ;
- Marie-Françoise de Groslée de Mespieu 1652-1680[8] ;
- Madeleine de Faucon de Ris : co-adjutrice en 1668, abbesse de 1680 (?) à 1708 ;
- Catherine de Fours de Quitry : 1708-1719 ;
- Marie-Lucie de Fouilleuse : 1719-1721 ;
- Barbe Le Guerchois : 1721-1735 ;
- Anne-Madeleine Languedor de Bois-le-Vicomte : 1735-1759 ;
- Françoise-Julie de Ses Maisons : 1759-1768 ;
- Marie-Élisabeth de Sarcus (1768-1781, démissionne) ;
- Madeleine de Gomer : 1781-1790[10].